# 모방

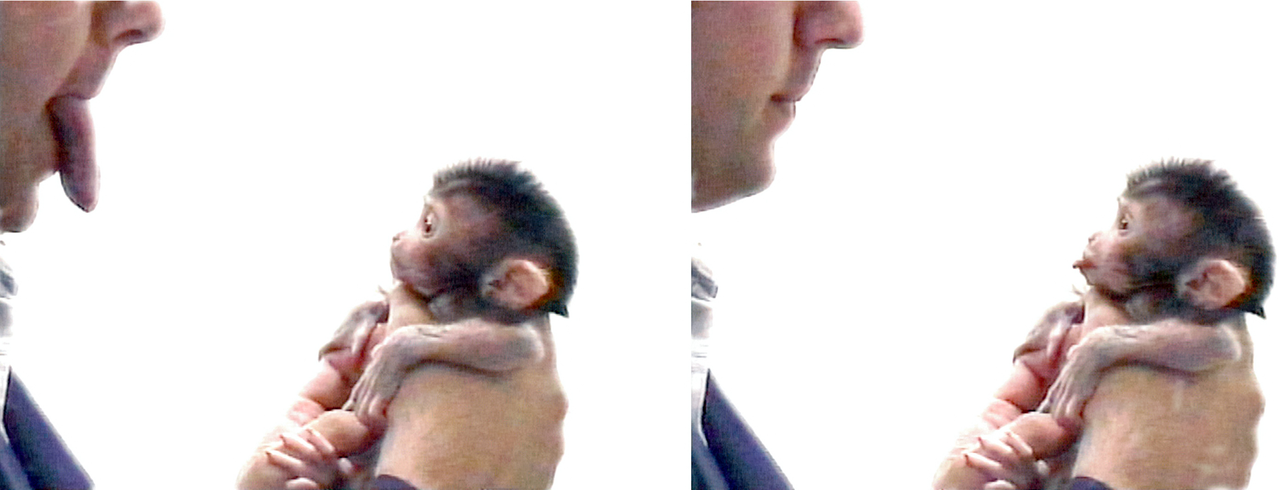
갓 난 히말라야원숭이가 혀 내밀기를 따라하고 있다.

모방(模倣, 摸倣, 摹倣) 또는 흉내내기는 다른 사람의 행동을 관찰하고 따라하는 행위이다. 이미테이션(imitation)이라고도 한다. 모방은 또한 전통과 문화의 발전으로 이끄는 사회 학습의 일종이다. 유전적 상속 없이 사람과 사람 간의 정보(행동, 의상 등)를 세대에 걸쳐 전달할 수 있게 한다.
모방을 한 작품은 모작(模作)이라고 부른다.

## 같이 보기
- 카무플라주
- 의태
- 모델링 (사회 인지 이론)